# UFC 211
UFC 211: Miocic vs dos Santos 2 foi um evento de artes marciais mistas (MMA) produzido pelo Ultimate Fighting Championship, realizado no dia 13 de maio de 2017, no American Airlines Center, em Dallas, Texas.

## Background
O evento será o quarto que o UFC recebe em Dallas, seguido pelo UFC 185, em março de 2015, pelo UFC 171, em março de 2014, e pelo UFC 103, em setembro de 2009.
A revanche — dessa vez pelo Cinturão Peso Pesado do UFC — entre o atual campeão, Stipe Miocic, e o ex-campeão, Junior dos Santos, é esperada para servir como a atração principal. O confronto ocorreu anteriormente em dezembro de 2014, no UFC on Fox: dos Santos vs. Miocic, e dos Santos venceu por decisão unânime.
Na luta co-principal, valendo o Cinturão Peso-Palha Feminino do UFC, a atual campeã, Joanna Jędrzejczyk, enfrenta Jéssica Andrade.
Um combate no peso-pesado entre o ex-campeão da categoria, Fabrício Werdum, e Ben Rothwell, foi originalmente reservado para o UFC 203. No entanto, Rothwell foi retirado devido a uma lesão no joelho. Esperava-se que a luta acontecesse neste evento. Embora nunca fora oficialmente anunciado pelo UFC, o confronto foi desfeito depois que Rothwell foi sinalizado pela USADA por uma possível violação da política antidoping.
Uma luta no peso-meio-médio entre o ex-desafiante ao Cinturão Peso-Médio do UFC, Demian Maia, e Jorge Masvidal, foi originalmente marcada para ser a luta principal do UFC Fight Night: Swanson vs. Lobov. No entanto, no final de fevereiro, foi anunciado que a luta foi transferida para este evento.
Neste evento, Jarjis Danho enfrentaria o novato na promoção, Dmitry Poberezhets. No entanto, Danho saiu da luta em meados de abril, citando uma lesão. Ele foi substituído por Chase Sherman. Por sua vez, Poberezhets foi removido do card por razões não reveladas, e foi substituído pelo também recém-chegado, Rashad Coulter.
O Medalhista de Ouro Olímpico de 2008 no Freestyle Wrestling e ex-desafiante ao Cinturão Peso Mosca do UFC, Henry Cejudo, era esperado para enfrentar Sergio Pettis no evento. No entanto, em 10 de maio, foi anunciado que Cejudo sofreu uma lesão na mão, e a luta foi cancelada.
Uma luta no peso-pena entre os estreantes Jared Gordon e Michel Quiñones foi esperada para ocorrer neste evento. No entanto, Gordon saiu da luta um dia antes do evento, devido a uma doença do estômago e, como resultado, Quinones foi removido do card.

## Card Oficial
Nota 1 Pelo Cinturão Pesado do UFC.

Nota 2 Pelo Cinturão Peso Palha Feminino do UFC.

Nota 3 Alvarez aplicou uma joelhada ilegal na cabeça de Poirier, quando o adversário estava de cinco apoios.

## Bônus da Noite
Os lutadores receberam $50.000 de bônus
- Luta da Noite:  Chase Sherman vs.   Rashad Coulter
- Performance da Noite:  Stipe Miocic e  Jason Knight